# Radiostacja RF-5022
Radiostacja RF–5022 – krótkofalowa radiostacja nadawczo-odbiorcza stosowana w Siłach Zbrojnych Rzeczypospolitej Polskiej.
Radiostacja montowana w specjalnych aparatowniach łączności lub jako stacjonarna w centrach nadawczych.
| Dane taktyczno–techniczne   | Dane taktyczno–techniczne                  |
| --------------------------- | ------------------------------------------ |
| Rodzaj                      | pokładowa lub stacjonarna                  |
| Zakres częstotliwości pracy | 1,6–30 MHz                                 |
| Rodzaje emisji              | telefonia J3E/H3E/F3E; telegrafia: AIA/J2E |
| Szybkość transmisji         | 300 bit/s – 2400 bit/s                     |
| Moc wyjściowa nadajnika     | 0,1 / 20 / 125 / 400 / 1000 W              |
| Wymiary                     | 215 × 370 × 140                            |
| Napięcie zasilania          | 24 V, 220 V                                |
| Ciężar                      | 7,7 kg                                     |